# 何繼紅
何繼紅，現任華住集團首席財務官。2022年12月2日，華住集團（HTHT.US，01179.HK）發布公告披露，陳慧將不再擔任集團首席財務官一職，將由何繼紅接任。

## 生平
何繼紅畢業於加拿大不列顛哥倫比亞大學獲得工商管理碩士學位。
1997年加入德國巴斯夫股份公司任化工產品部國際產品經理，從2002年1月至2005年8月，她加入法蘭克福機場集團任全球投資與運營高級經理。2013年7月，何繼紅加入淡馬錫國際任董事，並於2018年3月任職執行總經理。從2019年7月至2021年8月，何繼紅於凱德集團（SGX：C31） 任首席戰略官及數據中心首席執行官。
2021年10月，何繼紅加入華住集團有限公司任國際業務首席執行官，並於2022年12月2日升任首席財務官。